# Tripterospermum microphyllum
Tripterospermum microphyllum är en gentianaväxtart som beskrevs av H. Smith. Tripterospermum microphyllum ingår i släktet Tripterospermum och familjen gentianaväxter. Inga underarter finns listade i Catalogue of Life.